# Cándani
Cándani (distrito de Surinam, 8 de marzo de 1965-Ámsterdam, 4 de agosto de 2021) fue una escritora surinamesa. Cándani en sarnami significa: Esthetica van de maan. Entre 1982 y 2007 Cándani fue el seudónimo de Asha van den Bosch-Radjkoemar. En 2013 cambió su nombre oficial a Saya Yasmine Amores.

## Biografía
Cándani debutó en 1990 con una colección de poemas en neerlandés y en sarnami: Ghunghru tut gail/De rinkelband is gebroken (1990). La colección fue publicada por la Biblioteca Pública (Paramaribo) y NBLC (La Haya) viajando la autora a los Países Bajos para la presentación. A causa de circunstancias personales ella permaneció en los Países Bajos, convirtiéndose en una inmigrante ilegal, y terminó uniéndose a la Cienciología. Sin embargo continuó publicando.
Las colecciones de poemas con la que debutó Cándani son bilingües e incluyen: Ghar ghar ke khel/Het spel van huisje huisje (2002) y las colecciones en neerlandés Vanwaar je dacht te vertrekken sta je geplant (1993), Zal ik terugkeren als je bruid (1999) en Een zoetwaterlied (2000) describen imágenes delicadas y extremadamente melancólicas de la juventud que se fue, especialmente contra un fondo de una vida rural simple indostani. También escribió dos novelas, Oude onbekenden (2001) en Huis van as (2002) en las cuales prioriza el pasado y la respuesta a la pregunta "quién soy yo?" enmarcada en el contexto histórico de la migración indostani y la reubicación posterior en los Países Bajos. Geef mij het land dat in jou woont (2004) es una colección de poemas históricos sobre la historia de Surinam. 
Murió de cáncer el 4 de agosto de 2021. Su funeral fue el 12 de agosto.